# Robotnik (dwutygodnik)

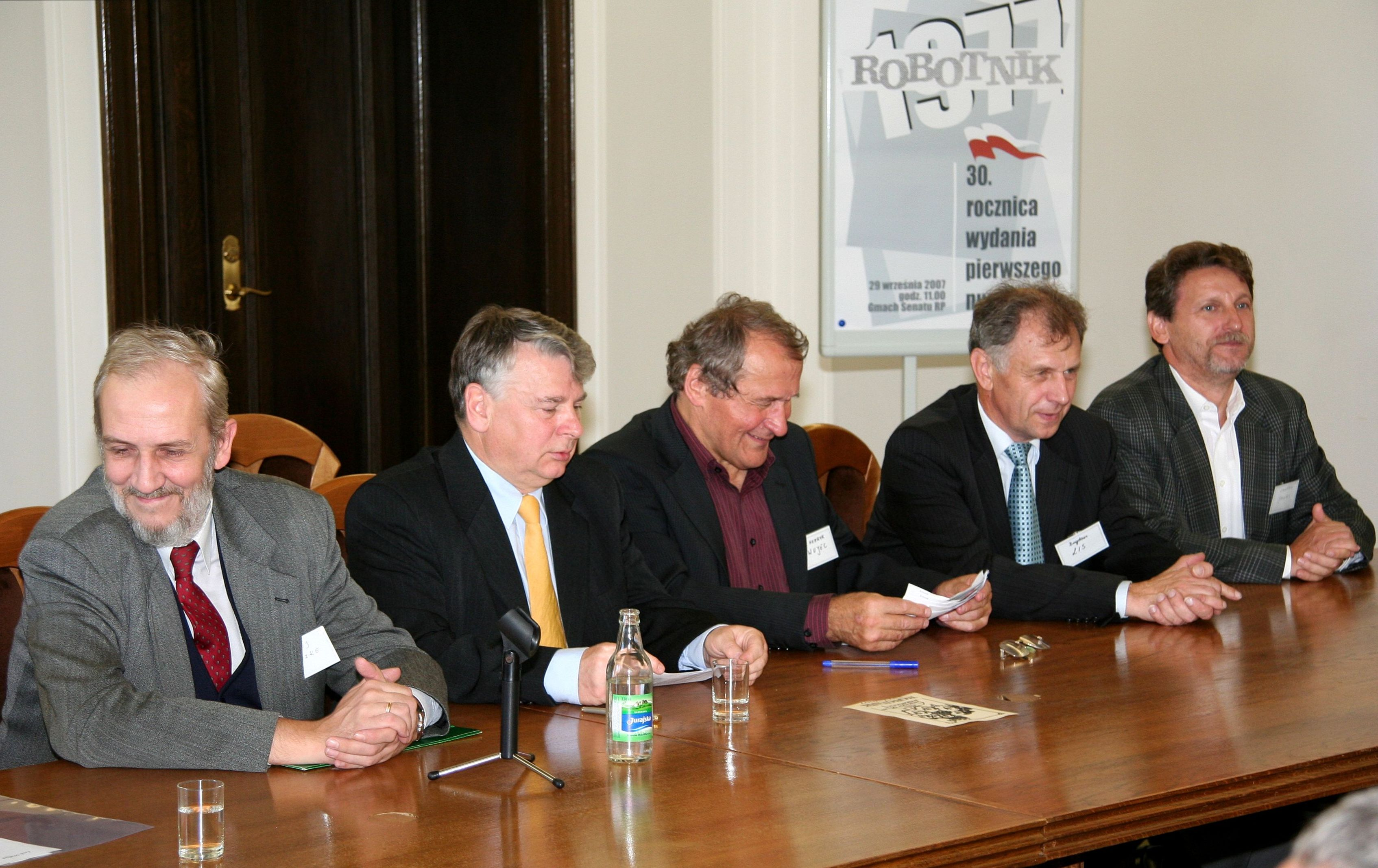
Spotkanie w Senacie z okazji 30. rocznicy wydania pierwszego numeru „Robotnika” (2007)

„Robotnik” – dwutygodnik założony we wrześniu 1977 roku przez grupę współpracowników Komitetu Obrony Robotników, niosących pomoc ofiarom represji po wydarzeniach Czerwca 1976.

## Historia
Pismo założyli Dariusz Kupiecki, Jan Lityński, Witold i Helena Łuczywo, Elżbieta i Wojciech Maliccy, Ludwika i Henryk Wujec oraz Irena Wóycicka. Pomysłodawcą był Wojciech Onyszkiewicz. Wszyscy oni (z wyjątkiem Malickich) pracowali w „Robotniku” do jesieni 1980 roku społecznie i z dużym zaangażowaniem. W późniejszych latach do zespołu dołączyli Aleksandra i Zbigniew Sarata, Małgorzata Pawlicka, Mieczysław Książczak, Witold Sielewicz i Andrzej Zozula.
Wybierając nazwę „Robotnik”, założyciele nawiązali do tradycji pisma PPS, redagowanego niegdyś przez Piłsudskiego – tradycji walki o prawa robotników i o niepodległość Polski. W pierwszym numerze deklarowali: 
Celem, jaki stawia sobie Robotnik jest pomoc w działaniach zmierzających do: solidarnej obrony interesów robotniczych, zwiększenia udziału pracowników w ustalaniu wysokości zarobków, warunków i czasu pracy, warunków socjalnych i mieszkaniowych, popieranie niezależnych przedstawicielstw robotniczych, które powinny zastąpić martwą instytucję Związków Zawodowych.(...)
Podstawowym zadaniem piszących jest przekazywanie prawdy. Oficjalna prasa nie spełnia tej roli, przeciwnie – pełno w niej kłamstw i oszczerstw. W Robotniku będziemy pisać o wydarzeniach, o których milczą oficjalne gazety, radio i telewizja. (...) Chcemy, aby nasza wspólna działalność zapoczątkowała współpracę przy realizacji dążeń do sprawiedliwej i niepodległej Polski.
Już w tym numerze, odbitym w 400 egzemplarzach na spirytusowym powielaczu (przez Zenona Pałkę w mieszkaniu Aldony i Tadeusza Klimczaków na Żoliborzu), swoje adresy i telefony podali w stopce Lityński, Onyszkiewicz i Józef Śreniowski, członek zespołu „Robotnika” z Łodzi. Ukazał się też apel o kontakt z redakcją, przekazywanie informacji i udział w pracy nad pismem. Apel zaczynał się od słów: 
Gazeta 'Robotnik' powstała i może istnieć tylko dzięki współpracy inteligencji i robotników.
Podobny apel zamieszczano później w każdym numerze.
W numerze drugim w stopce pojawił się Bogdan Borusewicz z Trójmiasta, który od początku był jednym z najaktywniejszych członków zespołu, a także Leopold Gierek, robotnik z Radomia (który był równocześnie tajnym współpracownikiem SB) i Józef Ruszar z Krakowa. W kolejnych numerach doszły nazwiska i adresy Władysława Suleckiego, górnika ze Śląska i Edmunda Zadrożyńskiego, robotnika z Grudziądza, a później Franciszka Grabczyka z Nowej Huty, Stefana Kozłowskiego ze Szczecina, Jana Witkowskiego z Gryfina, i innych.
Numer 6, z grudnia 1977 roku, był pierwszym wydrukowanym w technice sitodruku, przystosowanej do potrzeb poligrafii podziemnej w gospodarce niedoboru przez Witolda Łuczywo (drukowały z nim wtedy Barbara Felicka i Elżbieta Regulska w mieszkaniu tej ostatniej). Sitodruk umożliwił szybki wzrost nakładu, już nr 9 ukazał się w 1,5 tys., a od jesieni 1978 roku – nakład numeru 20, poświęconego wyborowi Karola Wojtyły na papieża – zaczął przekraczać 10 tys. egz. Wtedy to z Witoldem Łuczywą zaczął drukować Andrzej Zieliński, wkrótce potem drukiem zajęli się też studenci Politechniki Warszawskiej z Teodorem Klincewiczem, a następnie grupa krewnych i znajomych Witolda Sielewicza. Rekordowy nakład 70 tys. egzemplarzy osiągnął numer o strajkach Sierpnia 1980 (nr 60 z 30 sierpnia).
Pismo dostarczało konkretnej informacji, używało prostego języka. Rzeczowe opisy zdarzeń, sytuacji, problemów złożone w całość dawały obraz systemowego zła. Już nr 1 „Robotnika” pisał o protestach robotniczych w Pabianicach i Ursusie. Pismo zdobywało wiarygodność, publikując informacje otrzymywane dzięki kontaktom w zakładach pracy – o strajkach i próbach niezależnej działalności robotniczej, o warunkach i prawie pracy, przyczynach trudności w zaopatrzeniu i ukrytych podwyżkach cen. „Robotnik” szczegółowo i rzetelnie dokumentował i nagłaśniał przypadki łamania prawa i represji, co – jak pokazała amnestia lipca 1977 roku, która uwolniła więzionych po Czerwcu 1976 roku robotników i działaczy KOR – było w PRL za rządów Gierka skutecznym narzędziem obrony represjonowanych. Podobnie jak KOR, pismo odwoływało się do Międzynarodowych Paktów Praw Człowieka ONZ i konwencji Międzynarodowej Organizacji Pracy, podpisanych przez Polskę, które władze PRL łamały. Zespół i współpracownicy „Robotnika” organizowali wiele akcji w obronie represjonowanych działaczy opozycji, a w jeszcze liczniejszych – uczestniczyli. „Robotnik” przywracał pamięć o najnowszej historii: o czerwcu 1976, grudniu 1970, Praskiej Wiośnie, 17 września 1939 i zbrodni katyńskiej, a także o dziejach niezależnej PPS (publikował sylwetki socjalistycznych przywódców).
Wiosną 1978 roku powstał w ścisłej współpracy z „Robotnikiem” Komitet Założycielski Wolnych Związków Zawodowych Wybrzeża, a w roku 1979 – Pomorza Zachodniego. Pierwszy Komitet Założycielski Wolnych Związków Zawodowych powołany na początku 1978 roku na Śląsku nie rozwinął działalności z powodu represji. WZZ Wybrzeża wydawały od sierpnia 1978 roku do maja 1980 roku pismo „Robotnik Wybrzeża” (łącznie siedem numerów), w zespole byli Bogdan Borusewicz, Joanna Gwiazda i Andrzej Gwiazda, Alina Pieńkowska, Maryla Płońska, Anna Walentynowicz i Lech Wałęsa. W latach 1979–1981 wyszły również cztery numery „Robotnika Szczecińskiego”.
„Robotnik” od początku wzywał do tworzenia „niezależnych przedstawicielstw pracowniczych” i szybko zaczął dyskusję o ich kształcie. Pisał m.in. o hiszpańskich komisjach robotniczych, które odgrywały dużą rolę pod koniec rządów Franco. W roku 1979 opracował Kartę Praw Robotniczych, wspólną platformę programową dla grup robotniczych podejmujących niezależną działalność, którą podpisało 106 osób z wielu miast Polski. Karta zawierała zarówno konkretne postulaty o charakterze związkowym, dotyczące zarobków, czasu i bezpieczeństwa pracy, jak i zróżnicowanych form organizacji walki o prawa pracownicze. Karta wzywała też do tworzenia niezależnych związków zawodowych w miejscach, gdzie istnieje silne, zorganizowane środowisko robotnicze.
W latach 1979–80 „Robotnik” docierał do kilkudziesięciu miast. Najwięcej egzemplarzy odbierał Gdańsk (1–2 tys.), Szczecin (tysiąc, później więcej), po kilkaset szło na Śląsk, do Łodzi, do Krakowa i okolic, 100–300 do Radomia, Grudziądza, Torunia, Poznania, Gorzowa Wlkp., Lublina, Siedlec, Przemyśla, Słupska, Wałbrzycha, Świdnika. Do ośrodków dynamicznych nie należała Warszawa, gdzie działacze opozycji docierali z trudem do niektórych tylko fabryk. Bliższe kontakty nawiązano natomiast wiosną 1980 roku z grupą robotników Zakładów Mechanicznych „Ursus”, czyli Zbigniewem Bujakiem, Zbigniewem Janasem i Emilem Broniarkiem. Pismo zaczęło z czasem wydawać bibliotekę „Robotnika”, m.in. „Robotników” Bolesława Sulika, o losach przywódców strajku w stoczni szczecińskiej w grudniu 1970 roku i poemat satyryczny Janusza Szpotańskiego o Breżniewie „Caryca i zwierciadło”.
W lipcu 1980 roku, wraz z narastającym ruchem strajkowym pismo zdominowały informacje o strajkach w całym kraju. Współpracownicy „Robotnika” odegrali kluczową rolę w strajku w Stoczni Gdańskiej, którego głównym organizatorem był członek KSS KOR Bogdan Borusewicz, a wraz z nim grupa WZZ Wybrzeża z Joanną i Andrzejem Gwiazdami, Wałęsą, Walentynowicz i Pieńkowską. Bujak i Janas kierowali strajkiem w Ursusie.
W tekstach programowych z lata 1980 „Robotnik” przedstawiał konkretne postulaty: dodatek drożyźniany, podniesienie zasiłków rodzinnych, poprawa zaopatrzenia w mięso, oraz gwarancje nierepresjonowania za udział w strajku. Nawoływał do tworzenia niezależnych przedstawicielstw robotniczych.
Pismo było ściśle związane z KSS KOR. Wyrosło z akcji pomocy organizowanej przez Komitet Obrony Robotników i próbowało utrzymać nawiązane wówczas kontakty z robotnikami (co się niezupełnie udało). Podzielało KOR-owską filozofię działania opozycyjnego. W zespole było kilku członków KSS KOR – Borusewicz, Lityński, Wujec, Onyszkiewicz, Śreniowski. „Robotnik” publikował wszystkie ważniejsze dokumenty KSS KOR, otrzymywał od środowisk korowskich informacje, uczestniczył we wspólnych akcjach, korzystał z pomocy współpracowników KOR na Zachodzie, zwłaszcza Niny i Eugeniusza Smolarów. Z pismem współpracowali regularnie pod koniec lat 70. zawodowi dziennikarze: Jerzy Zieleński, Wojciech Adamiecki, Janina Jankowska oraz Piotr Wierzbicki, ekonomiści (Krzysztof Hagemejer, Tadeusz Kowalik, Waldemar Kuczyński i Ryszard Bugaj) oraz Stefan Kawalec, Paweł Śpiewak i wielu innych.
Działacze „Robotnika” byli represjonowani przez ówczesną władzę – nękani nieustannymi zatrzymaniami na 48 godzin i rewizjami, wyrzucani z pracy, próbowano ich zastraszać. Represje nasiliły się po utworzeniu w 1978 roku Komitetu Założycielskiego WZZ na Śląsku, jego założyciel Kazimierz Świtoń został aresztowany. „Robotnik”, wraz z Biurem Interwencyjnym KSS „KOR”, Studenckimi Komitetami Solidarności i środowiskami korowskimi, zorganizował wielotygodniową akcję – w każdy weekend jeździli do Katowic rozrzucać ulotki w jego obronie. W końcu Kazimierz Świtoń wyszedł na wolność. Podobne akcje organizował „Robotnik” w obronie Stefana Kozłowskiego i Edmunda Zadrożyńskiego. Natomiast obronę założycieli WZZ Wybrzeża zorganizowały środowiska gdańskiej opozycji, najsilniejsze w kraju.
Po podpisaniu porozumień sierpniowych i utworzeniu Niezależnego Samorządnego Związku Zawodowego „Solidarność” redaktorzy „Robotnika” zaangażowali się w działalność w „Solidarności”. „Robotnik” wychodził nadal, aż do stanu wojennego, jednak mniej regularnie niż poprzednio.